# حياة الجوهري (مسلسل)
حياة الجوهري مسلسل مصري من إنتاج سنة 1996، وهو من بطولة: يسرا، مصطفى فهمي، رامز جلال، جيهان فاضل، أحمد آدم، زيزي مصطفى، مصطفى متولي، حسن مصطفى، نرمين الفقي.

## القصة
```
 في إطار درامي اجتماعي تدور أحداث المسلسل حول حياة الجوهري (يسرا)، سيدة مثالية لا تقبل الرشوة بالرغم من أنها تشغل منصبًا كبيرًا. ولكنها تتعرض لضغوطات كبيرة في إحدى المرات لقبول رشوة، وتواجه ضغوطًا تمتد إلى زوجها (مصطفى فهمي).
```

## تمثيل
| الممثل/الممثلة      | الدور           |
| ------------------- | --------------- |
| يسرا                | حياة الجوهري    |
| مصطفى فهمي          | سيد غنيم        |
| رامز جلال           | محمد سيد غنيم   |
| أحمد جلال عبد القوي | مصطفى سيد غنيم  |
| إيمان أيوب          | ايمان سيد غنيم  |
| جيهان فاضل          | شيماء           |
| أحمد آدم            | رشاد عبد الرحمن |
| نرمين الفقي         | مايسة           |
| زيزي مصطفى          | فكرية           |

## وصلات خارجية
{{}}